# 関ケ原町署名簿事件
関ケ原町署名簿事件（せきがはらちょうしょめいぼじけん）は、岐阜県不破郡関ケ原町で、小学校の統廃合をめぐり住民が署名を集め請願し、その後の町の対応を巡って人権侵害であると係争になった事件。

## 署名提出まで
2002年5月、町立関ケ原北小学校と町立関ケ原南小学校の統合を巡り、PTAが反対運動を始めたのに端を発する。その後2005年5月6日から同年9月22日にかけて、統合反対の署名活動を行い、5208筆の署名を集めて町長の浅井健太郎および町教育委員会に提出した。

## 町の対応
提出された署名に対し町長の浅井健太郎は「署名に疑義がある」として、2006年6月に町職員に指示し、署名簿に書かれた住所氏名をもとに戸別訪問を行った。
これに対し、2007年5月に岐阜県弁護士会が浅井に対し警告を行ったが、浅井が受け容れず、住民側が表現の自由と請願権を侵害されたとして訴訟を起こした。